# 漆間啓
漆間 啓 (うるま けい) は、日本の実業家である。三菱電機取締役代表執行役社長CEO。電子情報技術産業協会（JEITA）会長。

## 人物
大分県出身。大分県立大分上野丘高等学校を経て1982年に早稲田大学商学部を卒業し、三菱電機へ入社する。
2006年FAシステム業務部長、2010年国際部次長、2015年常務執行役、2018年専務執行役、2021年取締役代表執行役社長CEO。品質不正で役員報酬減額処分を受けた。